# Sônia Lima
Sônia Lima Montes (Osasco, 30 de setembro de 1959) é atriz, apresentadora, ex-cantora e modelo brasileira.

## Carreira
Sua carreira televisiva foi antecedida por breve carreira bancária, na qual chegou a Analista em Organização e Métodos Sênior. À época, Sônia cursava faculdade de Administração de Empresas, a qual abandonou em seu último ano devido às suas participações em concursos de misses ("Miss São Paulo", "Miss Praia Internacional") e à sua dedicação à carreira de modelo e manequim. Sônia foi Miss Osasco de 1978 e manequim no Japão.
Anteriormente à sua ida ao SBT (então TVS Canal 4), Sônia apresentou programa musical na TV Tupi intitulado "Olimpop".
No SBT, iniciou sua carreira como telemoça do Show de Calouros no início dos anos 80 e, a partir de 1982, estrelou o júri fixo do programa, seguindo até sua última edição, em 1996. Sônia fazia a linha beldade no programa. A primeira aparição de Sônia Lima no Show de Calouros ocorreu devido a um atraso do jurado Sérgio Mallandro. Sônia o substituiu tão bem que o patrão Silvio Santos a manteve no júri fixo por quase 17 anos. Foi jurada do Novo Show de Calouros até 1996, tendo inclusive apresentado o programa em 1993.
Sônia foi convidada duas vezes para participação em novelas da Rede Globo, o último dos convites tendo sido feito pelo autor Sílvio de Abreu. Sônia chegou a anunciar sua partida para a Rede Globo ao vivo, mas o dono do Baú venceu. Sônia expôs a existência de atritos com Mara Maravilha quando compunham o júri do Show de Calouros, mas que atualmente são excelentes amigas. 
Posou duas vezes para a edição brasileira da revista Playboy (em 1987 e 1991). Por conta também do sucesso de vendas da primeira edição, a Playboy International a indicou como a candidata brasileira ao concurso Miss Playboy International de 1988, sediado no Japão. Devido à sua primeira gravidez, contudo, Sônia foi substituída no concurso pela modelo, atriz e também coelhinha Luma de Oliveira, que conquistou o prêmio.
Em 2004, Sônia foi jurada do programa Gente que Brilha, ao lado de Sheila Mello e outras personalidades.
Foi contratada pela Rede Record até 2014.
Após 12 anos longe da TV Globo, em 2016, a atriz representou a personagem Angelina na reta final da novela Haja Coração.

## Vida pessoal
Foi casada com Wagner Montes, que faleceu em 26 de janeiro de 2019. Sônia o conheceu no júri do Show de Calouros, começaram a sair em agosto de 1987 e se casaram em 1987. O primeiro e único filho do casal, Diego Montez, nascido em 1989, é afilhado de Silvio Santos e estreou na televisão atuando no elenco de Acampamento Legal, novela da Record.
Em 2020, passou a namorar o empresário Flávio Antunes.
Colocou silicone quando fez a primeira Playboy, em 1987. Realizou mastectomia nos dois seios em 2011.  Em agosto de 2023, realizou procedimento de harmonização facial. 

### Religião
Sonia converteu-se à religião evangélica após Wagner, vivo até então sofrer problemas de saúde. Conforme comentou no programa Hoje em Dia da Record: "Ele passou por uma fase complicada, tomava um medicamento que provocava o desejo de se matar. Ele escrevia cartas se despedindo e eu fiquei muito preocupada. Passei a frequentar a igreja nessa época".

## Filmografia

### Televisão
| Ano           | Título                    | Personagem / Cargo          | Notas                                  | Emissora   |
| ------------- | ------------------------- | --------------------------- | -------------------------------------- | ---------- |
| 1979          | Como Salvar Meu Casamento | Laila                       |                                        | Rede Tupi  |
| 1980          | Olimpop                   | Apresentadora               |                                        | Rede Tupi  |
| 1981–92       | Show de Calouros          | Jurada                      |                                        | SBT        |
| 1993–96       | Show de Calouros          | Apresentadora               |                                        | SBT        |
| 1984          | Meus Filhos, Minha Vida   | Sabrina                     |                                        | SBT        |
| 1991          | Grande Pai                | Júlia                       |                                        | SBT        |
| 1996          | Dona Anja                 | Isabel                      |                                        | SBT        |
| 1997          | O Desafio de Elias        | Jezabel                     |                                        | RecordTV   |
| 1998          | A História de Ester       | Zeres                       |                                        | RecordTV   |
| 1998          | Estrela de Fogo           | Patrícia                    |                                        | RecordTV   |
| 1999          | Tiro e Queda              | Cláudia Amarante Magalhães  |                                        | RecordTV   |
| 1999          | Ô... Coitado!             | Jocasta                     | Episódio: "O Sequestro"                | SBT        |
| 2001          | O Direito de Nascer       | Basília                     |                                        | SBT        |
| 2001          | Amor e Ódio               | Silvia Hernandes            |                                        | SBT        |
| 2004          | Gente que Brilha          | Jurada                      |                                        | SBT        |
| 2005          | Malhação                  | Susana                      |                                        | Rede Globo |
| 2007          | Luz do Sol                | Ângela Cristina Mascarenhas |                                        | RecordTV   |
| 2009          | Poder Paralelo            | Teresa Garzia               |                                        | RecordTV   |
| 2012          | Rei Davi                  | Laís                        | Episódio: "24 de janeiro"              | RecordTV   |
| 2013          | Pecado Mortal             | Norma Shirley de Almeida    |                                        | RecordTV   |
| 2014          | Milagres de Jesus         | Dinorá                      | Episódio: "O Publicano e o Jovem Rico" | RecordTV   |
| 2016          | Haja Coração              | Angelina                    | Episódio: "29 de outubro"              | Rede Globo |
| 2021–presente | Programa do Ratinho       | Jurada                      | Quadro: "Dez ou Mil"                   | SBT        |

### Cinema
| Ano  | Título             | Personagem |
| ---- | ------------------ | ---------- |
| 1982 | As Pipas           |            |
| 2010 | Segurança Nacional | Alice      |

## Teatro
| Ano  | Título                  |
| ---- | ----------------------- |
| 1985 | Viva a Nova República   |
| 1988 | O Amante Descartável    |
| 1993 | A Dona da Bola          |
| 2000 | A História de Todos Nós |
| 2004 | A Pedra Magica          |
| 2005 | Preso na Rede           |